# Stenocorus trivittatus
Stenocorus trivittatus är en skalbaggsart som först beskrevs av Thomas Say 1824.  Stenocorus trivittatus ingår i släktet Stenocorus och familjen långhorningar. Inga underarter finns listade i Catalogue of Life.